# Kristina Kallas
Kristina Kallas (ur. 29 stycznia 1976 w Kiviõli) – estońska polityk, politolog i nauczycielka akademicka, deputowana, współzałożycielka partii Estonia 200, w latach 2018–2022 i od 2024 jej przewodnicząca, od 2023 minister edukacji i badań naukowych.

## Życiorys
Absolwentka szkoły średniej w macierzystej miejscowości oraz historii na Uniwersytecie w Tartu. Uzyskała magisterium w tej samej dziedzinie na Uniwersytecie Środkowoeuropejskim w Budapeszcie. W 2016 doktoryzowała się na macierzystej uczelni w Tartu w zakresie nauk politycznych. Pracowała w fundacji Sihtasutus Archimedes, a także w przedsiębiorstwie z branży PR, gdzie zajmowała się konsultingiem dotyczącym Unii Europejskiej. W latach 2007–2015 wchodziła w skład zarządu ośrodka badawczo-rozwojowego Balti Uuringute Instituut. Była nauczycielką akademicką w instytucie nauk politycznych Uniwersytetu w Tartu, w 2015 została dyrektorką wchodzącego w skład tej uczelni koledżu w Narwie. Kierowała tą jednostką do 2019.
Była związana z Partią Socjaldemokratyczną. Później należała do założycieli liberalnej partii Estonia 200. W 2018 została jej pierwszą przewodniczącą; funkcję tę pełniła do 2022, kiedy to zastąpił ją Lauri Hussar.
W 2021 wybrana na radną miejską w Tartu. W wyborach w 2023 uzyskała mandat posłanki do Zgromadzenia Państwowego XV kadencji. W kwietniu tegoż roku objęła stanowisko ministra edukacji i badań naukowych w trzecim rządzie Kai Kallas. Pozostała na tej funkcji również w utworzonym w lipcu 2024 gabinecie Kristena Michala. W następnym miesiącu powróciła na stanowisko przewodniczącej swojego ugrupowania.

## Życie prywatne
Jej życiowym partnerem został Adrian Bieniecki, z którym ma syna. 

## Odznaczenia
- Krzyż Wielki Orderu Zasługi RP – Polska, 2025[14]